# مساخة
المسَّاخة هو جنس من خفافيش الفاكهة. ويحتوي على الأنواع التالية:
يحوي الأنواع التالية:
- Harpy fruit bat, Harpyionycteris whiteheadi
- Sulawesi harpy fruit bat, Harpyionycteris celebensis